# Dròmids
Els dròmids (Dromiidae) són una família de crustacis decàpodes de l'infraordre Brachyura. Utilitzen les esponges de mar com a refugis.

## Taxonomia
La família Dromiidae conté 135 espècies en tres subfamílies i 48 gèneres:
Dromiinae De Haan, 1833
- Alainodromia McLay, 1998
- Ameridromia † Blow & Manning, 1996
- Ascidiophilus Richters, 1880
- Austrodromidia McLay, 1993
- Barnardomia McLay, 1993
- Conchoecetes Stimpson, 1858
- Costadromia † Feldman and Schweitzer, 2019
- Cryptodromia Stimpson, 1858
- Cryptodromiopsis Borradaile, 1903
- Desmodromia McLay, 2001
- Dromia Weber, 1795
- Dromidia Stimpson, 1858
- Dromidiopsis Borradaile, 1900
- Dromilites † H. Milne-Edwards, 1837
- Epigodromia McLay, 1993
- Epipedodromia André, 1932
- Eudromidia Barnard, 1947
- Exodromidia Stebbing, 1905
- Foredromia McLay, 2002
- Fultodromia McLay, 1993
- Haledromia McLay, 1993
- Hemisphaerodromia Barnard, 1954
- Homalodromia Miers, 1884
- Kerepesia † Müller, 1976
- Kromtitis † Müller, 1984
- Lamarckdromia Guinot & Tavares, 2003
- Lauridromia McLay, 1993
- Lewindromia Guinot & Tavares, 2003
- Lucanthonisia † Van Bakel, Artal, Fraaije & Jagt, 2009
- Mclaydromia Guinot & Tavares, 2003
- Metadromia McLay, 2009
- Moreiradromia Guinot & Tavares, 2003
- Noetlingia † Beurlen, 1928
- Paradromia Balss, 1921
- Petalomera Stimpson, 1858
- Platydromia Brocchi, 1877
- Pseudodromia Stimpson, 1858d
- Speodromia Barnard, 1947
- Stebbingdromia Guinot & Tavares, 2003
- Sternodromia Forest, 1974
- Stimdromia McLay, 1993
- Takedromia McLay, 1993
- Tumidodromia McLay, 2009
- Tunedromia McLay, 1993

Hypoconchinae Guinot & Tavares, 2003
- Hypoconcha Guérin-Méneville, 1854

Sphaerodromiinae Guinot & Tavares, 2003
- Eodromia McLay, 1993
- Frodromia McLay, 1993
- Sphaerodromia Alcock, 1899